# M. Frederick Hawthorne
Marion Frederick Hawthorne (24 août 1928 - 8 juillet 2021) est un chimiste inorganique qui apporte des contributions à la chimie des hydrures de bore, en particulier leurs amas.

## Jeunesse et éducation
Hawthorne est né le 24 août 1928 à Fort Scott, au Kansas. Il fait ses études primaires et secondaires au Kansas et au Missouri. Avant d'obtenir son diplôme d'études secondaires, il entre à la Missouri School of Mines and Metallurgy, Rolla (Missouri), par le biais d'un examen en tant qu'étudiant en génie chimique. Il est ensuite transféré au Pomona College, où il obtient un baccalauréat en chimie en 1949. Pendant son séjour, il mène des recherches avec Corwin Hansch. Hawthorne termine son doctorat en chimie organique sous la direction de Donald J. Cram à l'université de Californie à Los Angeles en 1953. Il mène des recherches postdoctorales à l'université d'État de l'Iowa avec George S. Hammond avant de rejoindre la division de recherche Redstone Arsenal de la Rohm and Haas Company à Huntsville, en Alabama.

## Carrière professionnelle
Au Redstone Arsenal, il travaille sur la chimie des hydrures de bore faisant plusieurs découvertes notables. En 1962, il part à l'université de Californie à Riverside en tant que professeur de chimie. Il part à l'université de Californie à Los Angeles en 1969. En 1998, il est nommé professeur universitaire de chimie à l'UCLA. Il retourne ensuite dans son État d'origine, le Missouri, à la tête de l'Institut international de médecine nanométrique et moléculaire de l'université du Missouri.
Hawthorne est longtemps associé à la revue Inorganic Chemistry et en est le rédacteur en chef le plus ancien.
Les contributions de Hawthorne se concentrent sur la chimie des amas d'hydrure de bore. Il découvre l'anion dodécaborate (B 12 H 12 2− ) et les complexes métalliques de l'anion dicarbollide. Son groupe a ensuite découvert la perhydroxylation de B 12 H 12 2− .
Il reçoit en 2009 la médaille Priestley de l'American Chemical Society et en 2011 la médaille nationale des sciences.